# Љуша (Шипово)
Љуша је насељено мјесто у општини Шипово, Република Српска, БиХ. Према попису становништва из 2013. у насељу је живјело свега 14 становника.

## Географија
Налази се у Јању.

## Историја
Љуша се прије рата у Босни и Херцеговини налазила у саставу општине Доњи Вакуф.

## Становништво
| Националност       | 2013. | 1991. | 1981. | 1971. | 1961. |
| Срби               | 14    | 177   | 287   | 489   |       |
| Југословени        |       | 3     | 22    |       |       |
| остали и непознато |       |       | 1     | 3     |       |
| Муслимани          |       |       |       | 13    |       |
| Укупно             | 14    | 180   | 310   | 505   | 459   |

| Демографија | Демографија | Демографија |
| Година      | Становника  | Становника  |
| ----------- | ----------- | ----------- |
| 1961.       | 459         |             |
| 1971.       | 505         |             |
| 1981.       | 310         |             |
| 1991.       | 180         |             |

## Познате личности
- Митрофан (Кодић), митрополит канадски